# ミネアポリス・サウンド
ミネアポリス・サウンド（Minneapolis sound）は、ファンク・ロック、ポップ、シンセポップ、ニュー・ウェイヴなどの音楽を基に作られた音楽ジャンルで、1970年代の終わりにプリンスをパイオニアとして成立したとされる。ジャンルとしての人気は1980年代に、プリンスのほか、ザ・タイム、ジャム&ルイス、彼らのプロデュースを受けたジャネット・ジャクソン、モーリス・デイ、ヴァニティ6、アポロニア6、タ・マラ&ザ・シーン、シーラ・E、ジェシー・ジョンソン、ブラウンマーク、マザラティ、ザ・ファミリーらの同ジャンルに属するミュージシャンの勢いを受けて上昇した。
『ローリング・ストーン・アルバム・ガイド』は、「ミネアポリス・サウンドは、1980年代半ばのR&Bやポップスに大きな影響を与え、言うまでもなくエレクトロ、ハウス、テクノに次の20年分の影響をもたらした」と評している。
多くのミネソタ出身のミュージシャンはもちろん、その他のアメリカの地域および、他の国の出身のミュージシャンに至るまで、例えばレディ・フォー・ザ・ワールド (ミシガン)やシェレール (ロサンゼルス)、シーナ・イーストン (スコットランド)など、プリンスおよびミネソタ・サウンドの影響は及んでおり、それらの音楽はより広範にファンク・ロックなどとも称される。

## 音楽的な特徴

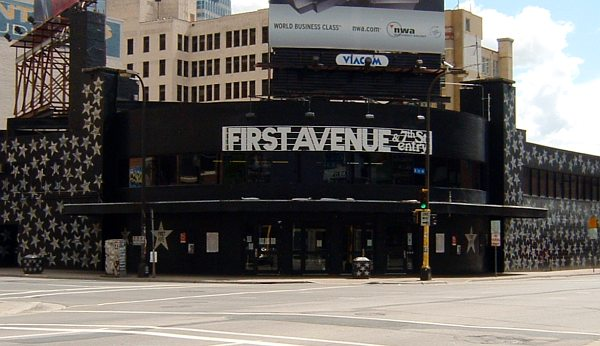
ミネアポリス・サウンドの中心地と称されるナイトクラブ、ファースト・アベニュー

ミネアポリス・サウンドはファンクに属するジャンルだが、伝統的なファンクとは、若干異なるサウンドを持つ特徴がある。
- 純粋なシンセサイザーが使用され、なおかつフィルよりもアクセントとして使われる。またギターは、 伝統的なファンクと比べて、より大音量でかつ積極的な即興演奏をギターソロのパートにおいて行う。
- シンセベース、もしくはエレクトリックベースはとてもファンキーで重要な役割を持ち、 ドラムは伝統的なファンクのそれよりも、より機械的な処理を加えて加工したものを使う場合が多い[4]。

## ミネアポリス・サウンドのアーティスト
- プリンス (Prince)
- ザ・タイム (The Time)
- ジャム&ルイス (Jimmy Jam and Terry Lewis)
- ジャネット・ジャクソン (Janet Jackson) ※アルバム『コントロール』及び『リズム・ネイション1814』
- モーリス・デイ (Morris Day)
- ヴァニティ6 (Vanity 6)
- アポロニア6 (Apollonia 6)
- タ・マラ&ザ・シーン (Ta Mara and the Seen)
- シーラ・E (Sheila E)
- シーナ・イーストン (Sheena Easton)
- ジェシー・ジョンソン (Jesse Johnson)
- ブラウンマーク (Brownmark)
- マザラティ (Mazarati)
- ザ・ファミリー (The Family)
- シェレール (Cherrelle)
- アンドレ・サイモン (André Cymone)
- ガールズ (The Girls)
- ヒューマン・リーグ (The Human League) ※アルバム『クラッシュ』
- リップス・インク (Lipps Inc.)
- アレクサンダー・オニール (Alexander O'Neal)
- ポール・ピーターソン (St. Paul Peterson)
- レディ・フォー・ザ・ワールド (Ready for the World)
- ザ・レヴォリューション (The Revolution)
- ウェンディ・アンド・リサ (Wendy & Lisa)